# Marche-Électorale

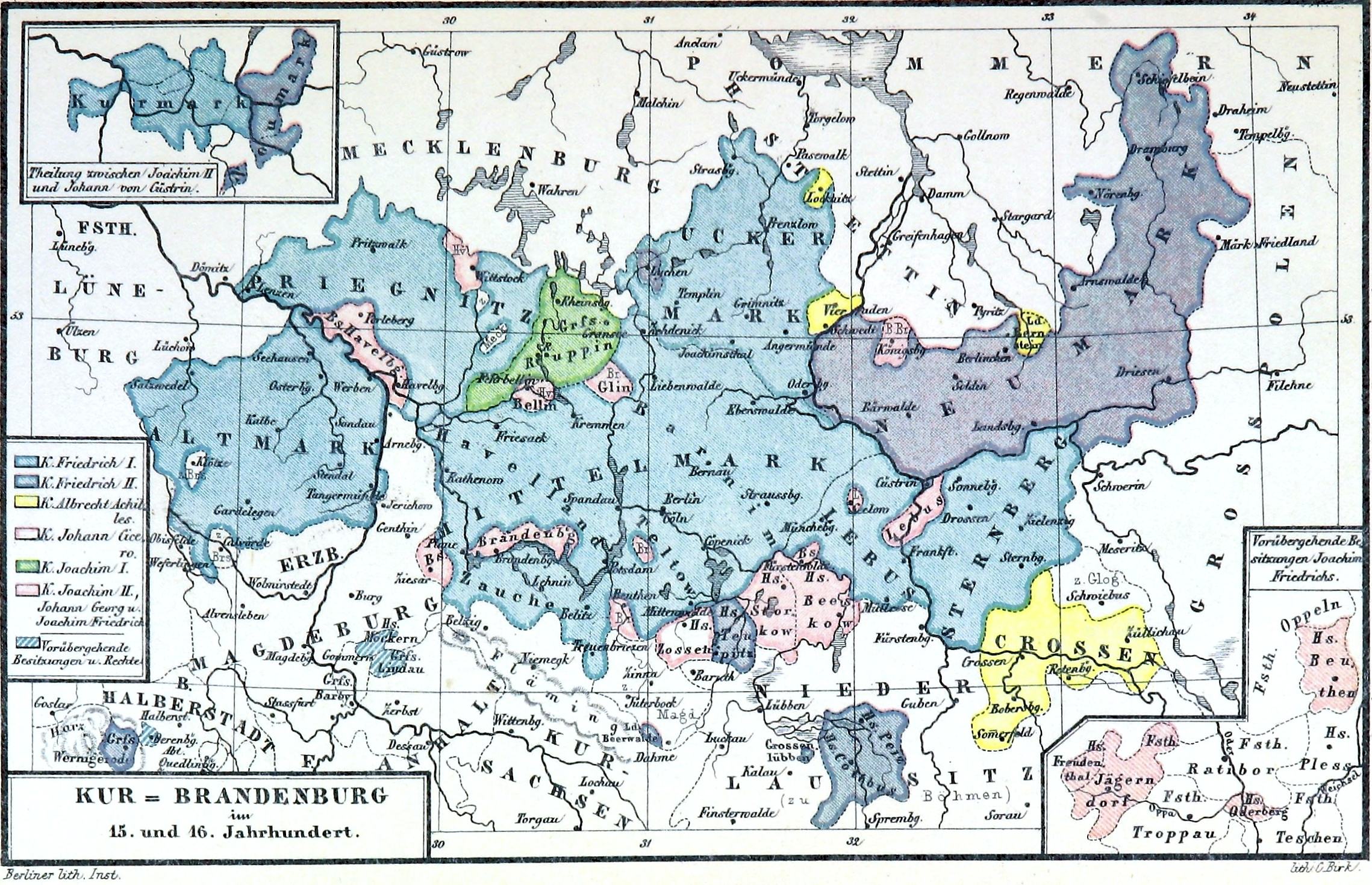
La Marche-Électorale (en bleu) au sein des territoires brandebourgeois au 15e et 16e siècle.

La Marche-Électorale (en allemand : Kurmark) est le territoire du Saint-Empire romain sur lequel repose la dignité électorale des margraves de Brandebourg, comme stipulé dans la Bulle d'or de 1356. Jusqu'en 1535, l'électorat des Hohenzollern brandebourgeois et la marche de Brandebourg, un fief impérial, coïncident territorialement. Le terme « Marche-Électorale » ne s'est imposé qu'au XVIIe siècle.

## Histoire
Le territoire séparé naquit avec le partage du pays brandebourgeois en 1535 entre les deux fils de l'électeur Joachim Ier Nestor : l'aîné Joachim II Hector, qui reçoit la dignité électorale de la marche de  Brandebourg, et son frère cadet le margrave Jean, qui reçoit la Nouvelle-Marche au-delà de l'Oder et d'autres régions périphériques telles que la seigneurie de Cottbus et des domaines silésiens. Le terme « Marche-Électorale » restait limité à la marche de  Brandebourg à cette époque. 
Même après la réunion de la Marche et la Nouvelle-Marche après la mort du margrave Jean en 1571, l'administration des deux parties, tant au niveau de l'administration qu'au niveau des états généraux, continue d'exister. Ainsi, la désignation habituelle de l'ensemble du territoire brandebourgeois est « Électorat et Marche de Brandebourg ». Le cas échéant, des compléments tels que « de part et d'autre de l'Oder » sont utilisés afin de lever toute ambiguïté quant à l'étendue géographique dans chaque contexte.

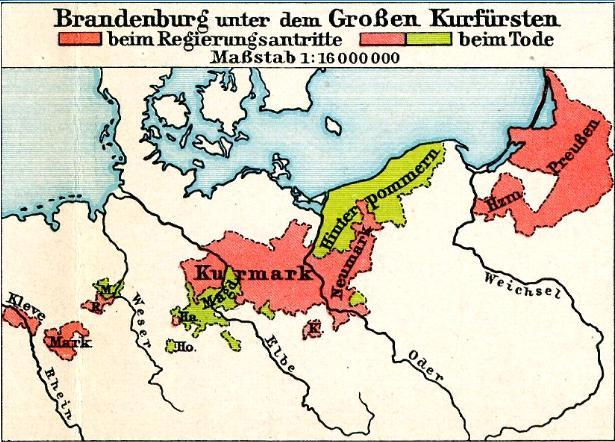
L'État de Brandebourg-Prusse centré sur la Marche-Électorale et la Prusse ducale, vers 1688.

La désignation « Marche-Électorale » n'est pas clairement assignable depuis 1640. Initialement utilisé comme synonyme des termes « Électorat et Marche de Brandebourg », il est de plus en plus utilisé uniquement pour la moitié ouest. En raison de divers gains territoriaux par l'effet des traités de Westphalie conclus en 1648, le terme Marche-Électorale n'inclue généralement pas la Nouvelle-Marche, alors qu'au XVIIIe siècle, on utilise les termes « Électorat et Nouvelle-Marche » pour désigner l'ensemble de la Marche de Brandebourg.

## Surintendant général de la Marche-Électorale
Dans chacune des neuf provinces ecclésiastiques (de) de l Église protestante de Prusse, il y a un ou plusieurs surintendants généraux depuis 1829/30. Pour le nord, le nord-ouest et l'ouest (principalement le district de Potsdam) de la province ecclésiastique de la Marche de Brandebourg, il y a la surintendance générale de la Marche-Électorale, basée à Potsdam. La désignation de surintendant général de la Marche-Électorale fait suite à la désignation officielle des anciens surintendants généraux qui officient pour l'ensemble de l'électorat de Brandebourg (mais sans le Brandebourg-Schwedt (de) ni Poméranie) avec leur siège à Berlin. En outre, il y a une autre surintendance générale pour la Nouvelle-Marche-Basse Lusace dans la province ecclésiastique de Brandebourg, basée à Cottbus. En 1871, la zone urbaine de Berlin devient une surintendance générale indépendante. La surintendance générale de la Marche-Électorale existe - avec une interruption de 1933 à 1945, lorsque des prévôts remplacent le surintendant général - jusqu'en 1949, date à laquelle son territoire est réduit au profit de la surintendance générale de Cottbus, amputée de l'est du Brandebourg en 1945, puis à nouveau en 1963 au profit du nouveau springle d'Eberswalde, et son siège est transféré à Neuruppin et son nom changé en springle de Neuruppin.
Surintendant général de la Marche-Électorale à partir de 1829

- 1829–1853 : Daniel Amadeus Neander ; en union personnelle, il est prévôt de l'église Saint-Pierre de Berlin-Mitte de 1823 à 1865.
- 1853–1873 : Wilhelm Hoffmann (de), également prédicateur de la cour
- 1873–1879: Bruno Brückner (de) (temporaire, également surintendant général de Berlin)
- 1879–1891 : Rudolf Kögel (de), à partir de 1863 également aumônier de la cour de Berlin
- 1892-1903 : Ernst Dryander (de)
- 1903-1921 : Paul Köhler (1848-1926)
- 1921-1924 : Karl Axenfeld (1869-1924)
- 1925-1933 : Otto Dibelius, en congé du commissaire d'État prussien aux affaires ecclésiastiques August Jäger - contrairement à l'ordre de l'Église
- 1933–1936 : Fritz Loerzer (de) (intitulé Propst)
- 1933-1946 : Otto Dibelius ; il ignore le congé et continue à officier, mais n'est accepté que dans les congrégations qui adhérent à l'Église confessante ; En 1945, la direction de l'église provisoirement formée (le conseil consultatif) confirme Dibelius comme surintendant général. Le conseil consultatif charge également Dibelius de reprendre les surintendances générales vacantes à Berlin et la Nouvelle-Marche-Basse-Lusace sur une base représentative.
- 1947-1963 : Walter Brown (de) (1892-1973)[1]

## Division territoriale
La Marche-Électorale en 1804 couvre une superficie de 434 miles carrés. Elle se compose des régions suivantes (également appelées provinces):
- Altmark
- Mittelmark (de)
- Prignitz
- Uckermark

Chaque province comprend plusieurs arrondissements. De plus, l'arrondissement de Beeskow-Storkow (de) et l'arrondissement de Luckenwald (de) appartiennent à la Marche-Électorale sans être affectés à une province.